# Tête entre deux Sauts
Der Tête entre deux Sauts (auch: Tête d'entre deux Sauts, deutsch: Kopf zwischen zwei Sprüngen) ist ein 2729 Meter hoher Berg auf der Südseite des italienischen Val Ferrets. Er gehört zur einsamen Golliat-Gruppe, die sich zwischen dem Val Ferret und dem Großen Sankt Bernhard erstreckt. Er erhebt sich zwischen dem Vallone di Malatrà und dem Vallone di Armina, beides linke Seitentäler des Val Ferrets.
Der Berg ist auf gutem Wanderweg über das Rifugio Bonatti und über einen Wiesenhang vom südöstlich gelegenen Col entre deux Sauts (2524 m) erreichbar. Der Weg bis zum Pass ist Teil des Rundwanderwegs Tour du Mont-Blanc.
Vom Gipfel hat man eine umfassende Rundschau auf die Südabstürze der Mont-Blanc-Gruppe, vom Mont Blanc im Westen über die Grandes Jorasses bis zum Mont Dolent im Osten.